# Juan Rodríguez Cabrillo
Juan Rodríguez Cabrillo of João Rodrigues Cabrilho (± 1499 – 3 januari 1543) was een Portugees ontdekkingsreiziger en conquistador die in dienst van Spanje de westkust van Noord-Amerika verkende. Hij was daarnaast een van de stichters van de stad Oaxaca, in het huidige Mexico.

## Levensloop

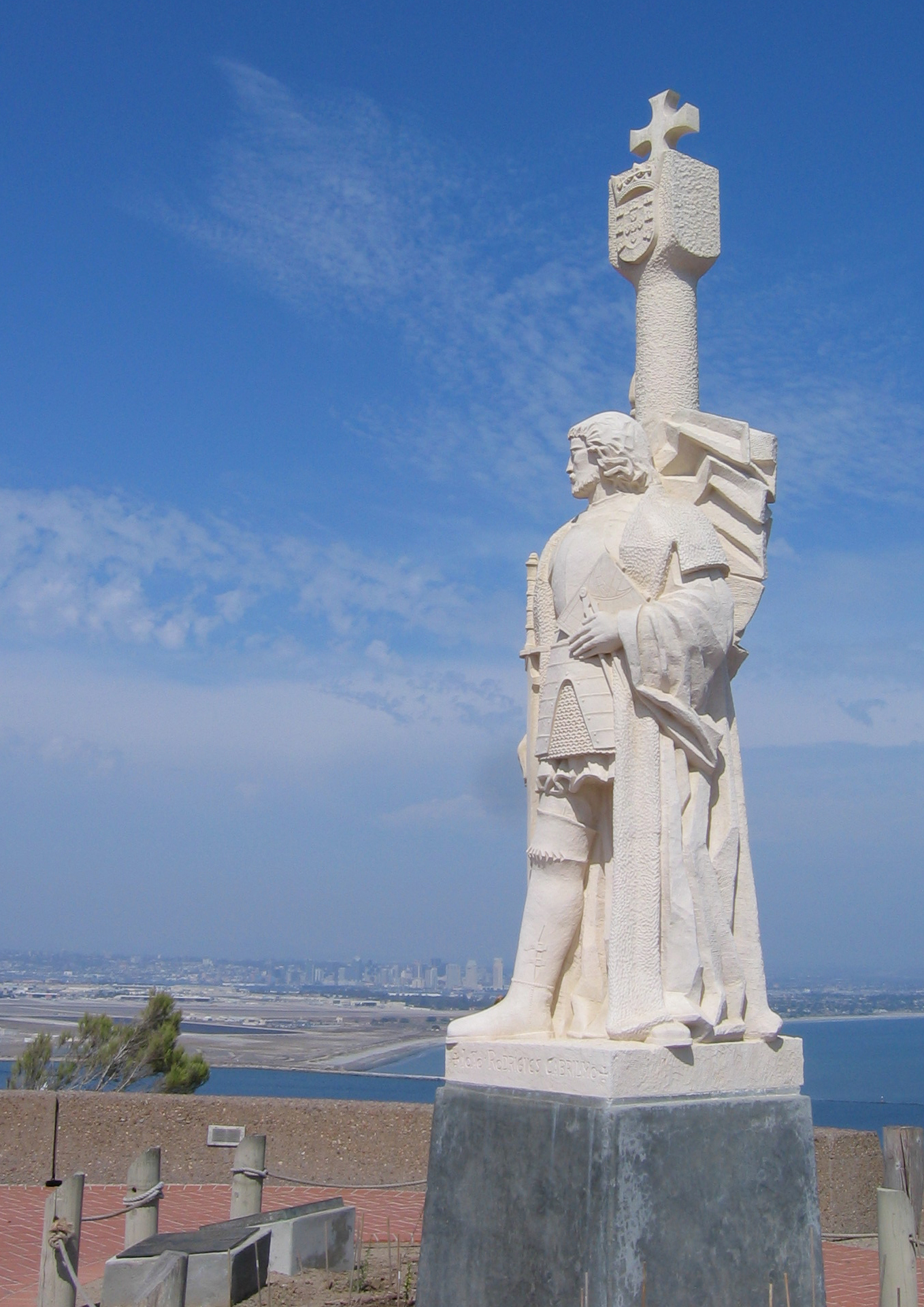
Het Cabrillo National Monument te Point Loma, bij San Diego (Californië).

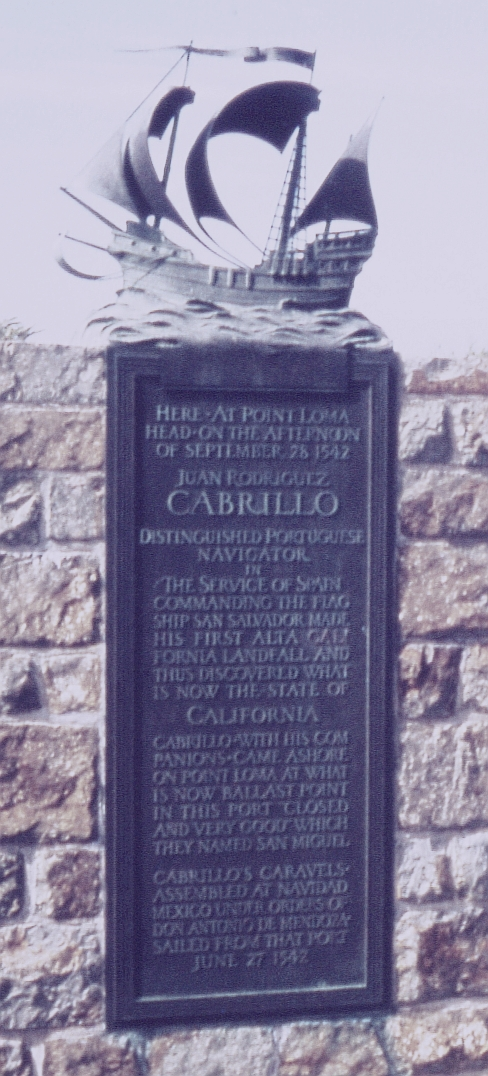
Plaquette op het Cabrillo National Monument.

Cabrillo wordt door de geschiedschrijver Antonio de Herrera y Tordesillas (1559–1625) beschreven als Portugees. Meestal wordt daarom aangenomen dat hij afkomstig was uit Portugal. Het kan echter zijn dat hij in Sevilla geboren werd, in een oorspronkelijk Portugese familie.
Als jongeman trok Cabrillo naar Havana, Cuba, om zijn geluk te zoeken in de Nieuwe Wereld. Hij nam deel aan de expeditie van Pánfilo de Narváez, die door Diego Velázquez, de gouverneur van Cuba, naar Midden-Amerika gezonden werd om contact te leggen met Hernán Cortés in het tegenwoordige Mexico. Zijn naam wordt in 1519 genoemd als kruisboogsoldaat in dienst van Cortès. Hij moet aanwezig zijn geweest bij de verovering van Tenochtitlan en daarna bij de verovering van het huidige zuidwesten van Mexico, Guatemala, El Salvador en Honduras. Cabrillo bleef daarna in de door Cortès gestichte nieuwe kolonie, Nieuw-Spanje, waar hij in het Guatemala goud vond en een fortuin verdiende. In 1530 wordt hij genoemd als burger van de stad Santiago de Guatemala (tegenwoordig bekend als Antigua Guatemala).
In 1532 reisde Cabrillo naar Spanje, waar hij als rijk man trouwde met Beatriz Sánchez de Ortega. Hij reisde met zijn vrouw terug naar Nieuw-Spanje om zich als handelaar in Guatemala-Stad te vestigen. Hij was in de morgen van 11 september 1541 getuige hoe een vulkanische modderstroom uit de Volcán de Agua de stad verwoestte. Cabrillo reisde vervolgens naar Europa om de Spaanse koning persoonlijk verslag te doen van deze gebeurtenis, wat beschouwd wordt als de eerste directe verslaggeving van een gebeurtenis in de Nieuwe Wereld. Hij keerde terug om zich opnieuw met de handel tussen Guatemala, Spanje en andere Spaanse koloniën te wijden.

### Ontdekking van Californië
De Spanjaarden waren geïnteresseerd in de Noord-Amerikaanse westkust geraakt, waar ze dachten nieuwe handelsroutes te kunnen ontsluiten, bijvoorbeeld met China (de breedte van de Grote Oceaan was in die tijd nog onbekend). Ook waren ze op zoek naar de mythische Straat van Anián tussen de Grote Oceaan en de Hudsonbaai. Daarnaast deden verhalen de ronde over de gouden stad Cíbola, die ten noorden van Nieuw-Spanje zou liggen. Andere verhalen vertelden over een eiland ten westen van Noord-Amerika, waar Amazonen woonden en het goud voor het oprapen lag. De ontdekkingsreiziger Francisco de Ulloa had in 1539 in opdracht van Cortés de Golf van Californië ontdekt, en Fernando de Alarcón had in het jaar daarop de rivier de Colorado verkend. De onderkoning van Nieuw-Spanje, Antonio de Mendoza, gaf vervolgens Cabrillo de opdracht de Amerikaanse westkust verder te verkennen.
Cabrillo, die in Spanje had gewerkt als scheepsbouwer, bouwde in de havenstad Barra de Navidad zelf het vlaggenschip van zijn expeditie. Op 27 juni 1542 zeilde hij uit met drie schepen onder zijn commando. De expeditie bestond uit matrozen, soldaten, Indianen, Afrikaanse slaven en een priester. De expeditie zeilde westwaarts langs de kust van Colima, om de kust te volgen tot op 3 juli het schiereiland Neder-Californië in zicht kwam. In San José del Cabo werd aangelegd om drinkwater in te slaan. Op 13 juli ontdekte de expeditie de Bahía de Magdalena, die ze haar naam gaven. Op 5 augustus 1542 landden ze op het Isla de Cedros, waar De Ulloa in april 1540 gestorven was, en waar ze vijf dagen bleven. Op 17 september kwamen ze aan op een plek die ze "San Mateo" noemen en waar tegenwoordig Ensanada ligt.
De expeditie landde op 28 september in de San Diego Bay en noemde deze plek "San Miguel". Cabrillo beschrijft de plek als een zeer goede, veilige haven. Na zes dagen zeilt de expeditie verder noordwaarts langs San Pedro (6 oktober) en Santa Monica (9 oktober). Op 7 oktober ontdekten ze de Channel Islands. De reis ging verder door het Santa Barbara Channel, waar ze op 10 oktober in San Buenaventura aankwamen, om daarna rond Point Conception te varen (17 oktober). Vanwege de sterke wind moesten ze echter omkeren. De expeditie verbleef daarop noodgedwongen een aantal dagen op San Miguel Island.
Op 11 november zeilde Cabrillo rond Cape San Martin en langs Santa Maria. Opnieuw raakte men in een hevige storm terecht, waardoor de schepen van elkaar gescheiden worden. Na enkele dagen zoeken kwamen ze 15 november weer bij elkaar. Ze ontdekten de Monterey Bay, die Cabrillo de "bahía de los piños" (baai van de dennen) noemde. Daarna voeren ze terug naar het zuiden om de winterstormen af te wachten op San Miguel Island.
De daaropvolgende drie maanden bracht de expeditie op het eiland door. In een schermutseling met de inheemse bevolking raakte Cabrillo gewond aan een arm, een verwonding die uiteindelijk tot zijn dood leidde op 3 januari 1543. Hij is begraven op Santa Catalina Island, hoewel de exacte plek onbekend is. De leiding van de expeditie werd overgenomen door Bartolomé Ferrelo. Men voer verder naar het noorden, langs Cape Mendocino tot aan de monding van de Russian River, alvorens terug te keren naar Nieuw-Spanje, waar ze op 14 april zouden aankomen.

## Nalatenschap
Het scheepsjournaal van Cabrillo's expeditie is niet bewaard gebleven. Wel is een samenvatting ervan bewaard, opgeschreven door een andere Spaanse ontdekkingsreiziger, Andrés de Urdaneta. De bovenvermelde Antonio de Herrera was, in de vroege 17e eeuw, de eerste historicus die melding maakte van de expeditie.
Omdat Cabrillo's expeditie nauwelijks bekend raakte bij zijn tijdgenoten, zijn de namen die hij aan plaatsen gaf, niet overgenomen door latere cartografen. Tegenwoordig wordt Cabrillo, als de eerste Europeaan die de Californische kust verkende, meer gewaardeerd. Veel straten, wegen, bruggen, scholen en gebouwen in Californië zijn naar hem genoemd. In San Diego is door de Amerikaanse National Park Service een monument opgericht ter ere van Cabrillo, het Cabrillo National Monument. De staat Californië viert op 28 september "Cabrillo Day".